# Turdus feae
El zorzal de Fea o mirlo de Fea (Turdus feae) es una especie de ave paseriforme de la familia de los túrdidos. Se distribuye en el este de Asia.

## Distribución y hábitat
Su hábitat natural son las bosques templados y tropicales húmedos montanos. 
Se cría en las montañas del noreste de China y migra a la India, Laos, Birmania y Tailandia en invierno.
Está clasificado como de vulnerable por la IUCN, debido a la  pérdida y fragmentación de su hábitat.